# Бестселер (фільм, 2021)
Бестселер (англ. Best Sellers) — канадсько-американська комедія 2021 року. Режисер Ліна Росслер; сценарист Ентоні Гріко; продюсери Аріель Елвіс та Кассіан Елвіс. Світова прем'єра відбулася 1 березня 2021 року; прем'єра в Україні — 23 вересня 2021-го.

## Зміст
Люсі отримує в спадок видавничий бізнес, який за пів кроку від банкрутства. Щоб відродити популярність видавництва їй доводиться докласти чимало зусиль. Одного разу вона несподівано дізнається — видавництву заборгував книгу Гарріс Шоу, літній ексцентричний письменник-пияка. Імовірно, він і його новий твір — останній шанс Люсі порятувати сімейний бізнес.

## Знімались
| Актор           | Роль             |
| --------------- | ---------------- |
| Майкл Кейн      | Гарріс Шоу       |
| Обрі Плаза      | Люсі Стенбрідж   |
| Скотт Спідман   | Джек Сінклейр    |
| Еллен Вонг      | Рейчел Спенс     |
| Кері Елвес      | Галперн Нолан    |
| Люк Морісетт    | Джозеф Стенбрідж |
| Вероніка Феррес | Дрю Девіс        |
| Френк Скорпіон  | Філ Розен        |